# Economics and Sociology
Economics and Sociology (E&S) là một tạp chí khoa học và công nghệ của Ba Lan, được xuất bản bởi Trung tâm Nghiên cứu Xã hội hoc. Tạp chí là nơi xuất bản các công trình nghiên cứu phân tích kinh tế - xã hội về xã hội và nền kinh tế, thể chế và tổ chức, nhóm xã hội, mạng lưới và mối quan hệ. Trong đó các chủ đề được quan tâm gồm: nghiên cứu kinh tế và triết học kinh tế, khoa học chính trị và kinh tế chính trị, nghiên cứu lịch sử kinh tế học và các hiện tượng xã hội học, xã hội học và nghiên cứu giới tính, các vấn đề kinh tế và xã hội của giáo dục, các vấn đề kinh tế - xã hội và thể chế trong quản lý môi trường, quản trị kinh doanh và quản lý các doanh nghiệp vừa và nhỏ, quản trị nhà nước và các tác động kinh tế xã hội, phát triển kinh tế và xã hội học của khu vực phi chính phủ, xã hội học văn hóa, xã hội học và nhân khẩu học thành thị và nông thôn, nghiên cứu di cư, các vấn đề quốc tế về rủi ro kinh doanh và an ninh nhà nước, kinh tế học của phúc lợi. Tạp chí xuất bản bằng tiếng Anh, một năm có 4 tập. Tất cả các bài báo trên tạp chí đều được truy cập miễn phí trên cơ sở Truy cập Mở (Open access).

## Mã số xuất bản
- ISSN: 2071-789X (bản in)
- eISSN: 2306-3459 (bản điện tử)
- GICID: 71.0000.1500.1337
- DOI: 10.14254/2071- 789X
- Nhà xuất bản: Trung tâm Nghiên cứu Xã hội hoc
- Nhóm chuyên môn: Kinh tế, Kinh tế lượng và Tài chính

## Chỉ số ảnh hưởng
- Chỉ số SJR (Scimago Journal Rank) năm 2019: 0.485[2]
- Chỉ số SNIP (Source Normalized Impact per Paper) năm 2019: 1.032[2]
- Chỉ số Scopus CiteScore năm 2019: 3.1[2]
- Chỉ số H Index năm 2019: 17[3]
- Danh mục tạp chí SCIE năm 2019: Nhóm Q1[3]
- Economics and Sociology được lập chỉ mục trích dẫn khoa học ở các cơ sở dữ liệu: ERIH Plus, ICI Journals Master List / ICI World of Journals, Scopus, BazEkon, EBSCO, ISI Web of Science (WoS), BazHum, Directory of Open Access Journals (DOAJ), Cambridge Scientific Abstracts (CSA, Proquest), Ulrich's periodicals, CEJSH[2]

## Tổng biên tập
- Yuriy Bilan, Đại học Công nghệ Rzeszów, Ba Lan

## Trang web của tạp chí
- https://www.economics-sociology.eu/